# Mario Hernig

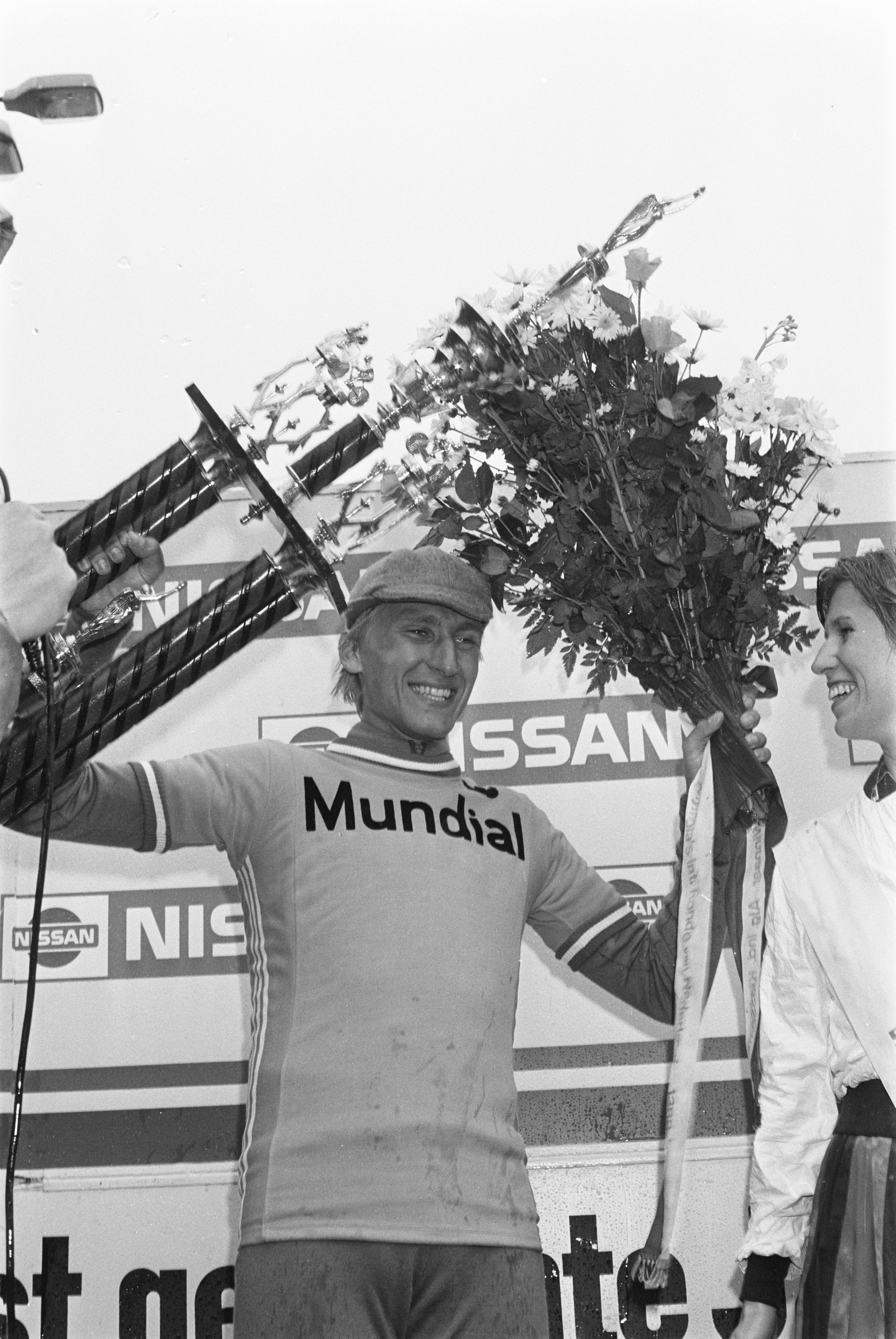
Mario Hernig (1983)

Mario Hernig (* 3. Dezember 1959 in Karl-Marx-Stadt) ist ein ehemaliger deutscher Radrennfahrer.

## Sportliche Laufbahn
Mario Hernig, der für den SC Karl-Marx-Stadt startete, war ein Spezialist für die Einer- und Mannschaftsverfolgung auf der Bahn und gehörte in diesen Disziplinen von Ende der 1970er bis in die 1980er Jahre zu den dominierenden Rennfahrern der DDR. In der Mannschaftsverfolgung wurde er fünfmal DDR-Meister, in der Einerverfolgung zweimal, 1984 und 1985. Bei den UCI-Bahn-Weltmeisterschaften 1982 in Leicester belegte er jeweils den dritten Platz in den beiden Verfolgungsrennen, in der Mannschaft gemeinsam mit Detlef Macha, Gerald Buder und Volker Winkler. Seinen ersten bedeutenden internationalen Erfolg auf der Straße feierte er im Mai 1982 in Italien mit dem Sieg bei der Campania-Rundfahrt. 1983 gewann Hernig zudem die Straßenrennen Thüringen-Rundfahrt, Olympia’s Tour und Tour du Loir-et-Cher sowie 1985 die Oder-Rundfahrt und den Circuit des Ardennes. Auf der Bahn der Werner-Seelenbinder-Halle in Berlin gewann er die „Internationale Zweier-Mannschaftsmeisterschaft“ 1981 mit Steffen Stier als Partner.
1986 belegte Hernig Rang zwei in der Gesamtwertung der westdeutschen Niedersachsen-Rundfahrt. Bei der Grenzkontrolle wurde ein Ölradiator entdeckt, den er von seiner Prämie gekauft hatte, und er wurde vom DDR-Verband für ein Vierteljahr gesperrt. Versuche, erneut Mitglied der DDR-Auswahl zu werden, scheiterten. Mit Fußball sowie als Radsporttrainer bei der BSG Lok Zwickau hielt er sich aber fit. Im Oktober 1989 flüchtete er über Ungarn in den Westen.
Nach 1989 war Hernig noch als Straßenrennfahrer erfolgreich. 1990 war er Sieger in der Bundesliga-Einzelwertung, und 1991 gewann er die Ronde de l'Isard d'Ariège sowie die Deutsche Bergmeisterschaft und mit dem HRC Hannover die Meisterschaft im Mannschaftszeitfahren.

## Auszeichnungen (Auswahl)
- 1984: Vaterländischer Verdienstorden in Gold